# Ollano
Ollano est un groupe de musique électronique français fondé par Marc Collin et Xavier Jamaux. Le groupe n'est plus actif à ce jour.

## Biographie
Marc Collin et Xavier Jamaux se rencontrent au lycée à Versailles dans les années 1980. Ils côtoient et jouent dans des groupes éphémère (Orange pour Xavier Jamaux ou Spleen Ideal pour Marc Collin) dont les autres membres sont : les futurs Air, Étienne de Crécy, Alex Gopher ou Zend Avesta. Xavier et Marc fondent au début des années 1990, le groupe Indurain avec Jérôme Mestre. Le groupe publie un album dans un style house/acid jazz assez en vogue à l'époque avec des paroles en anglais. L'album est un échec et ils décident de poursuivre mais avec des textes en français. Jérôme Mestre, peu enthousiaste à cette idée, préfère alors quitter l'aventure. Marc Collin et Xavier Jamaux en profitent pour changer de nom et choisissent celui d'un autre coureur cycliste : Ollano (avec une faute d'orthographe cependant, car le coureur cycliste s'appelle Olano).
Les deux musiciens ne considèrent pas Ollano comme un groupe mais plutôt comme un projet auquel ils participent. Ils sortent un album chez Rosebud, Ollano, en 1996, après deux ans de travail. Ils composent et produisent l'intégralité de l'album, mais estimant ne pas être à la hauteur pour jouer eux-mêmes des instruments, ils s'entourent de musiciens et de deux chanteuses (Sandra Nkaké et Helena Noguerra) pour l'enregistrement. Le disque aura de bonnes critiques et connaîtra un léger succès grâce au single Latitudes. Après le disque, Xavier Jamaux sort des disques sous le nom de Bang Bang, et compose la musique du film Tokyo Eyes, Marc Collin est à l'initiative du projet Nouvelle Vague et a composé la musique du film Les Kidnappeurs de Graham Guit. Leur single La Couleur est introduit dans la compilation Source Lab 2 sortie en 1996.

## Discographie

### Album studio
- 1996 : Ollano

1. Le Silence - 5 min 40
2. Un autre jour - 3 min 41
3. Latitudes - 3 min 41
4. Partir revenir - 4 min 00
5. Je vois, j'entends, je sens - 4 min 10
6. Antipodes - 4 min 26
7. Le seul endroit - 4 min 55
8. Nicola Six - 7 min 05
9. La Couleur - 7 min 10

### Singles
- 1996 : La Couleur
- 1996 : Latitudes